# 순다날원숭이
순다날원숭이 또는 말레이날원숭이(Galeopterus variegatus)는 날원숭이목에 속하는 현존하는 2종의 날원숭이 중의 하나이다. 날원숭이목의 나머지 종은 필리핀에서만 발견되는 필리핀날원숭이이다. 순다날원숭이는 인도네시아와 태국, 말레이시아 그리고 싱가포르의 동남아시아 전역에서 발견된다. 순다날원숭이는 여우원숭이의 일종이 아니며, 날지도 못한다. 다만, 나무 사이를 도약하며 활강한다. 순다날원숭이속(Cynocephalus)의 유일종이다.